# Thoressa
Thoressa là một chi bướm ngày thuộc họ Bướm nhảy.

## Danh sách loài
- Thoressa astigmata (Swinhoe, 1890)

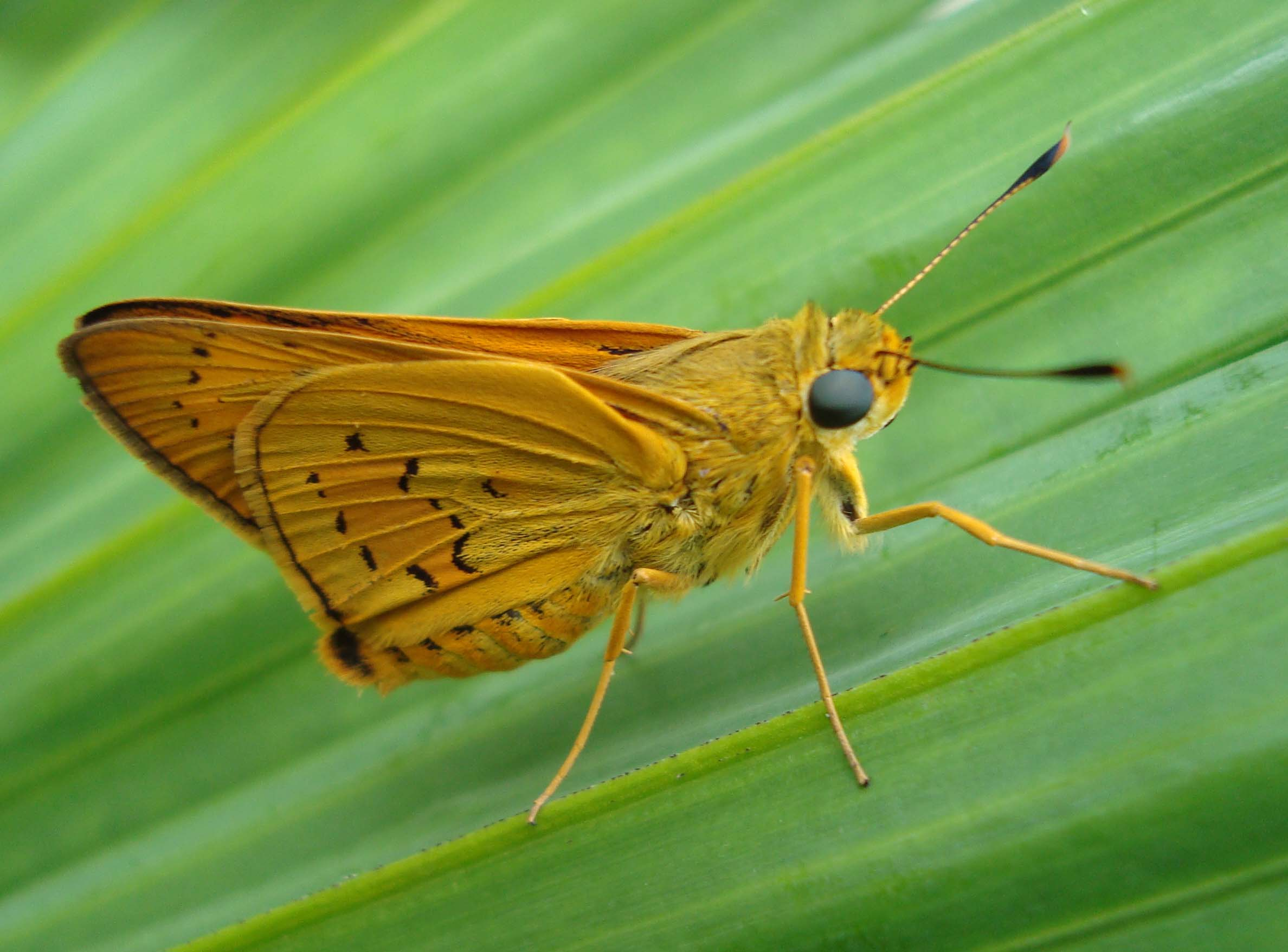
Thoressa decorata

- Thoressa decorata (Moore,1881)
- Thoressa evershedi
- Thoressa honorei
- Thoressa sitala